# Stuhl der zehn Lanzenträger

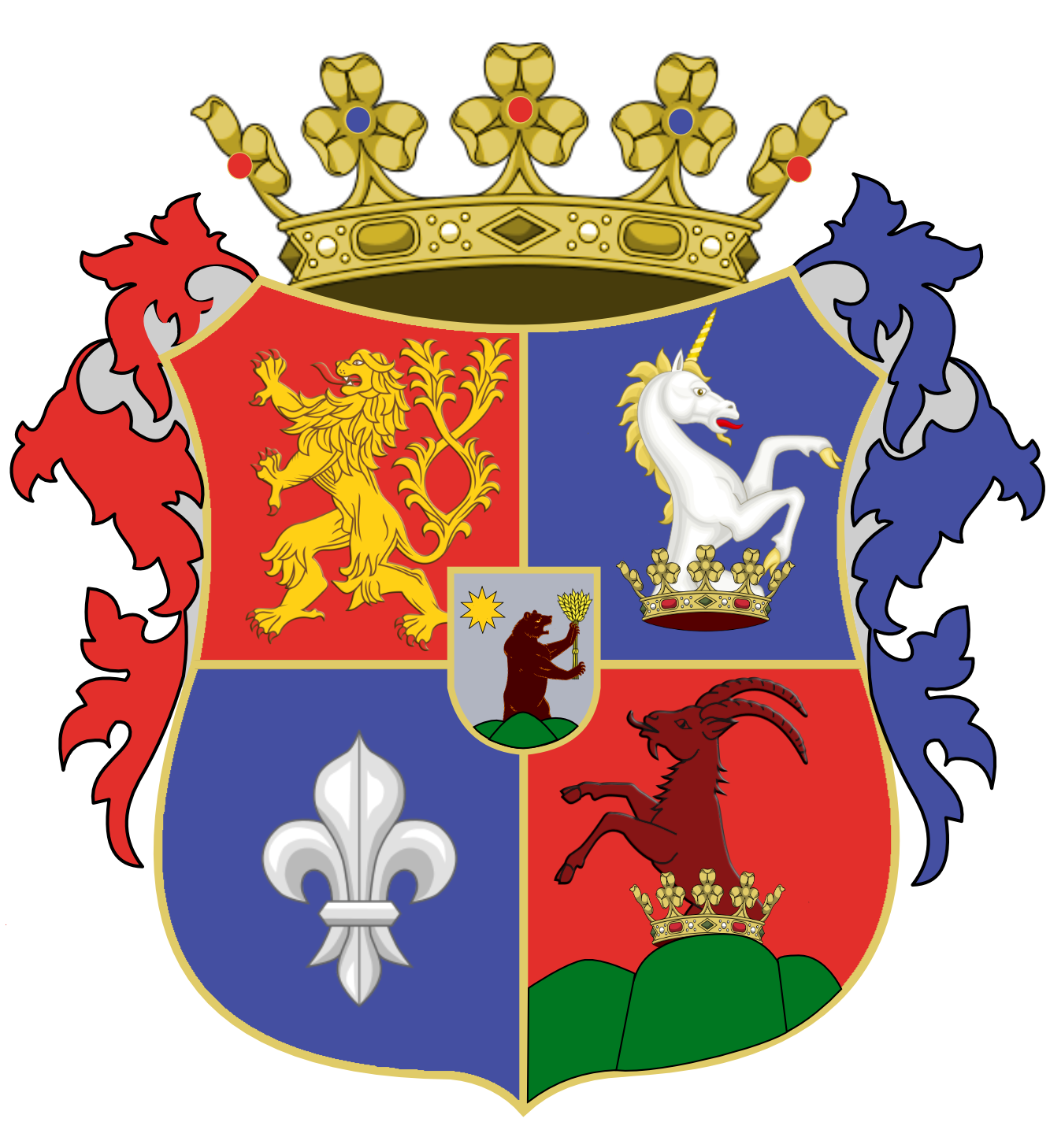
Wappen des ungarischen Komitats Zips in der zweiten Hälfte des 19. Jahrhunderts. Das integrierte kleine Wappen in der Mitte mit dem Bären mit drei Ähren und Stern über den Bergen ist das historische Wappen des Kleines Komitats des Stuhls der zehn Lanzenträger.

Komitat des Stuhls der zehn Lanzenträger (grau) innerhalb der anfangs selbst autonomen Zips, später lösten sich weitere autonome Sonderprovinzen heraus (grün, rot, braun)

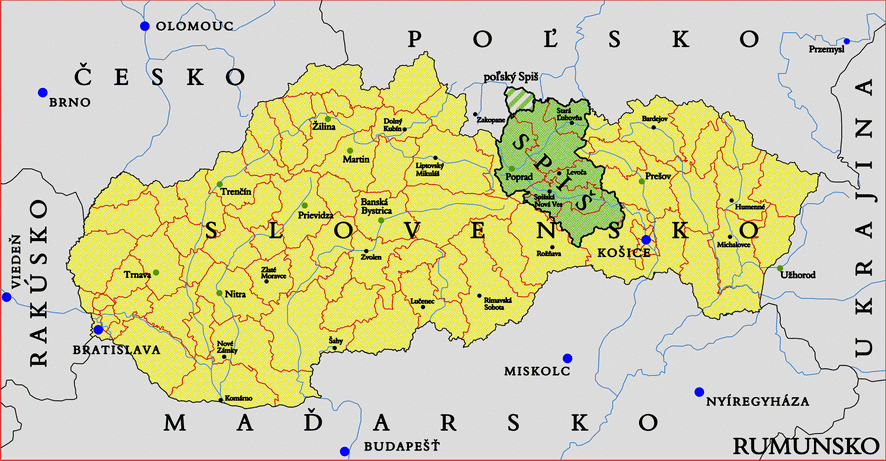
Lage der Zips in der heutigen Slowakei

Der Stuhl der zehn Lanzenträger oder Kleines Komitat (lateinisch Sedes X (decem) lanceatorum, auch Sedes superior = „Oberster Stuhl“ oder Parvus comitatus = „Kleines Komitat“/„Kleine Gespanschaft“; slowakisch Stolica X (desať) spišských kopijníkov = „Stuhl der X (zehn) Zipser Lanzenträger“, Mala župa = „Kleine Gespanschaft“; ungarisch Tízlándzsás szék = „Zehnlanzenträger-Stuhl“, auch Szepességi székek = „Zipser Stuhl“, Kisvármegye = „Kleines Komitat“, seltener Felszék = „Hoher Stuhl“, Hegyszék = „Oberer Stuhl“ oder Középsőszék = „Mittlerer Stuhl“) war eine sehr kleine separate Grafschaft (Komitat/Gespanschaft) des Königreichs Ungarn in der historischen Region Zips im Gebiet der heutigen Slowakei. Der Stuhl der zehn Lanzenträger ist erstmals in einer Privilegienurkunde 1243 nachweisbar und bestand nach seiner 1802 beschlossenen Auflösung bis zum Jahr 1803.
In den mehr als 550 Jahren seines Bestehens war er eine aus dem Komitat Zips administrativ ausgegliederte Sonderprovinz mit eigenem, durch königliche Privilegien zugesichertem autonomen Rechtssystem und Heeresfolgepflicht und Abgabenpflicht ausschließlich für den ungarischen König. Er ist die kleinste von mehreren regionalen Autonomien eigenen Rechts, die im Königreich Ungarn vom Mittelalter bis ins 19. Jahrhundert bestanden.

## Name und autonome Rechte
Der Begriff „Stuhl“ (ungarisch szék, lateinisch sedes, slowakisch stolica) bezeichnet im mittelalterlichen ungarischen Gewohnheitsrecht den Sitz eines Gerichtes und auch den damit verbundenen Gerichtsbezirk. Besonders häufig wird er bis heute für die Gerichtsbezirke und Gerichtssitze von Gemeinschaften mit autonomem Sonderrecht verwendet.
Der Stuhl der zehn Lanzenträger war eine interne Selbstverwaltung einiger vorwiegend slowakisch bewohnter Dörfer der Zips, die im Gegenzug für ihre Privilegien zehn Ritter, später Ulanen für das königlich-ungarische Heeresaufgebot zu stellen hatten. Er wurde 1243 erstmals in einer königlichen Privilegienurkunde von Bela IV. erwähnt, die ausdrücklich wesentlich ältere Vorrechte bestätigt. In ihr werden ihren Adelsgeschlechtern interne rechtliche und politische Autonomie und Privilegien, wie die Freiheit von Abgaben an den (übrigen) ungarischen Adel und einige Sonderregeln im Gewohnheits- und Erbrecht gegen Heeresfolgepflicht zugesichert. Das Komitat war damit nur dem König unmittelbar untergeordnet und abgabepflichtig, nicht den hochadligen Magnaten, die im übrigen Ungarn politisch dominierten. Dieser Urkunde folgten viele königliche Bestätigungen und Erweiterungen der autonomen Sonderrechte in späteren Privilegienurkunden, wie 1314 von Karl I. Robert von Anjou, in der zweiten Hälfte des 14. Jahrhunderts von Königin Maria, 1511 von Ladislaus II. dem Jagiellonen von Böhmen und Ungarn, von Ferdinand I. von Habsburg usw. Die königlichen Privilegien und das Recht des Stuhls der zehn Lanzenträger waren von Anfang an sehr auf den „Lanzenadel“ (nobilitas lanceatorum), der diese zehn Lanzenträger stellte, zugeschnitten, aber die internen Rechts- und Machtverhältnisse änderten sich im Laufe der Entwicklung. Vom 13. Jahrhundert bis 16. Jahrhundert war er noch eine Selbstverwaltung meist slowakischsprachiger freier Bauern mit dem Lanzenadel an der Spitze, im 18. Jahrhundert dagegen eine kollektive Selbstverwaltung des Lanzenadels, der auch von unfreien, leibeigenen Bauern lebte, daneben gab es weniger freie Bauern. Zumindest zu einem Teil wurden die Leibeigenen im 17. und 18. Jahrhundert aus anderen Gebieten ins Komitat geholt, um die Bevölkerungsverluste der Zeit zu ersetzen.

## Ursprungshypothesen
Der Ursprung des autonomen Stuhls und der mit ihm verbundenen gesonderten, rechtlich autonomen Provinz (Komitat) ist unbekannt, reicht möglicherweise bis ins 12. oder sogar bis ins 9.–11. Jahrhundert (vor der Zeit ungarischer Herrschaft über die Region) zurück.
Der Zipser Historiker Jozef Hradský (ungarisch József Hradszky) vermutete 1895, dass die Privilegien ehemalige ungarische Grenzwachen aus dem 11./12. Jahrhundert, als die ungarische Nordgrenze noch durch diese Region verlief, auszeichneten, nachdem die Grenze nach Norden verschoben worden war. Diese Hypothese vertrat 1934 auch der tschechische Historiker Vladimír Šmilauer.
Der ungarische Historiker Antal Fekete Nagy vermutete 1934, dass der Lanzenadel ehemalige Szekler (ungarischsprachige Grenzsiedler), möglicherweise aus der Region Gemer oder mit petschenegischen und kumanischen Ursprüngen, sind. Die Hypothese der Herkunft der Szekler von nach Ungarn geflüchteten nomadischen Kumanen und Petschenegen war bis über die Mitte des 20. Jahrhunderts hinaus historisch weit verbreitet, gilt aber heute als nicht ausreichend bewiesen, wurde auch von Fekete Nagy nicht als einzige Möglichkeit vertreten.
Der slowakische Historiker Ivan Chalupecký schlussfolgert aus den allein slawischen Namen der frühen Vertreter in der Urkunde 1243 und aus der Tatsache, dass sie dort als „Gesamtadel der Zips“ (universis nobilibus de Scepus) bezeichnet werden, dass es sich ursprünglich um altslawischen Stammesadel der Region handeln könnte, möglicherweise aus der im 10. Jahrhundert verlassenen frühstädtischen Siedlung mit slawischem Burgwall Myšia Hôrka, nahe Spišský Štvrtok (deutsch Donnersmark(t)), um die herum sich die meisten Ländereien gruppierten, und aus einigen weiteren alten Siedlungshügeln im Gebiet. Im Mittelalter fanden die Versammlungen des Lanzenadels immer in Donnersmark statt, das nie nachweisbar zum Territorium des Stuhls gehörte, was ebenfalls ein Argument für Chalupeckýs Hypothese eines Zusammenhangs zum historischen Siedlungshügel Myšia Hôrka am Ortsrand ist. Chalupecký räumt auch ein, dass die ungewöhnliche Erbregelung, nach der Geschlechtername und Besitz eines ohne männliche Nachkommen verstorbenen Lanzenadeligen von dessen Witwe oder Erbtochter auch ihrem späteren Ehemann vererbt werden kann, eher aus dem Erbrecht der Szekler und turksprachiger Nomaden bekannt ist, es könnten auch mehrere Traditionen zusammengeflossen sein, womöglich administrativ abgetrennt von den andersartigen autonomen Privilegien der Zipser Sachsen (basierend auf dem Zipser Freibrief), die besonders im 12./13. Jahrhundert bis 15. Jahrhundert die umgebende Zips prägten, später prägte zipser-sächsisches autonomes Sonderrecht (die Zipser Willkür) andere aus der Zips herausgelöste Sonderprovinzen.
Zuletzt sichtete der ungarische Historiker Péter Galambosi 2022 lokale Übertragungs- und Stiftungsurkunden aus den Anfangsjahrzehnten etwa von der ersten Privilegienurkunde 1243 bis in den Jahren nach der zweiten Privilegienurkunde von 1314. Dabei kam er zu dem Schluss, mit Ausnahme der Behauptung in der Urkunde 1243 seien keine Hinweise in älteren Quellen zu finden, dass schon vor 1243 ein rechtlich autonomer, politisch organisierter Stuhl existierte. Auch danach findet er in den überlieferten Personennamen des Lanzenadels (Familien- und Geschlechternamen waren in der Zeit noch nicht üblich) deutliche Hinweise, dass sie keine alte, ethnisch homogene Gruppe waren, wie die Szekler im benachbarten Komitat Gemer, sondern heterogener, multiethnischer Herkunft. Es gibt Namen, die auf ungarischsprachige oder szeklerische Herkunft schließen lassen, neben slawischen, deutschsprachigen und sogar wallonisch-französischsprachigen Personen- und Herkunftsnamen (z. B. Gallicus=der Gallier, aus Gallien). Daraus kommt er zu der These, dass der Stuhl vor 1243 nicht existierte, sondern mit der ersten Urkunde als Antwort auf die große mongolische Invasion in Ungarn 1241–42, die auch die Zips als eine ihrer Einfallstore schwer zerstörte, gebildet wurde, um den überlebenden, teilweise neu angesiedelten Kleinadel steuerlich zu begünstigen und die Kleinadeligen zum Grenzschutz und für das königliche Heeresaufgebot wehrfähiger zu organisieren. Auch nach 1243 war er anfangs womöglich noch kein organisierter Rechtsbezirk mit eigenem Gericht („Stuhl“) und auch noch kein politisch abgegrenztes Sonderkomitat, denn die Urkunden erwähnen noch immer einzelne Kleinadlige als Handelnde, nie die Gruppe des gesamten Lanzenadels. Beides bildete sich nach Galambosi wahrscheinlich erst in den folgenden Jahrzehnten bis spätestens zur gesicherten Quellenerwähnung 1397, auch als Schutz gegen die Expansion der gleichzeitig königlich privilegierten, aber hier mit Freiheit von Abgaben an den Adel, auch den Lanzenadel begünstigten Zipser Sachsen. Spätestens mit der Herauslösung des auch nach seiner Meinung anfangs zentralen Hauptortes Donnermark (ursprünglicher Name St. Ladislaus/ Szent László/ Svetý Vladislav) nach Besiedlung durch zahlreiche von Abgaben freigestellte zipser-sächsische Siedler, die ihm seinen Namen nach dem Donnertags-Markttag gaben und als sächsische Stadt organisierten, was das Lanzenadels-Gebiet in Teilgebiete fragmentierte, organisierte sich der Lanzenadel zunehmend als geschütztes Sonderkomitat mit autonomem Gericht, das das autonome Adelsrecht verteidigte.

## Lanzenadel
Aus den über 550 Jahren seines Bestehens sind über 50 kleinadelige Geschlechter der nobilitas lanceatorum bekannt, die durch ihre sehr kleinen Besitztümer beinahe mittellos waren. Die Geschlechternamen des Lanzenadels stammten noch im 16. Jahrhundert vorwiegend aus dem Slowakischen, seltener aus dem Ungarischen oder dem Deutschen. Das lässt nicht automatisch auf die Herkunft der Familien schließen, wie ältere Historiker vermuteten. Die Namen können auch durch Einflüsse der ungarischen Umgangssprache des Adels und der im Mittelalter in der Zips verbreiteten deutschen Umgangssprache entstanden sein. Wie überall in Ungarn war die Amtssprache Latein, aber die Protokolle der Versammlungen des Lanzenadels, die vom Anfang des 17. Jahrhunderts erhalten sind, wurden im Gegensatz zum übrigen Ungarn nie auf Latein oder Deutsch, seltener auf Ungarisch, sondern meistens auf Slowakisch bzw. der etablierten tschechischen Schriftsprache mit slowakischen Einflüssen verfasst. Nationale Identitäten als Ungarn, Slowaken oder Deutsche waren vom 13. bis zum Anfang des 19. Jahrhunderts auch nicht relevant.
Zwei Lanzenadels-Geschlechter stiegen über den Umweg sehr erfolgreicher städtebürgerlich-unternehmerischer Aktivitäten im 16. Jahrhundert in den überregionalen Hochadel auf: die Familien Thurzo und etwas später die ihnen verwandten Henckel von Donnersmarck (ein jüngerer Thurzo hatte die Witwe der nachkommenlosen Henckel im 14. Jahrhundert geheiratet und das Geschlecht weitergeführt). Ebenfalls dem Lanzenadel entstammte der Kamaldulensermönch Romuald Hadbavný (1714–1780), der die älteste vollständige Bibelübersetzung ins Slowakische schuf.

## Interner Aufbau

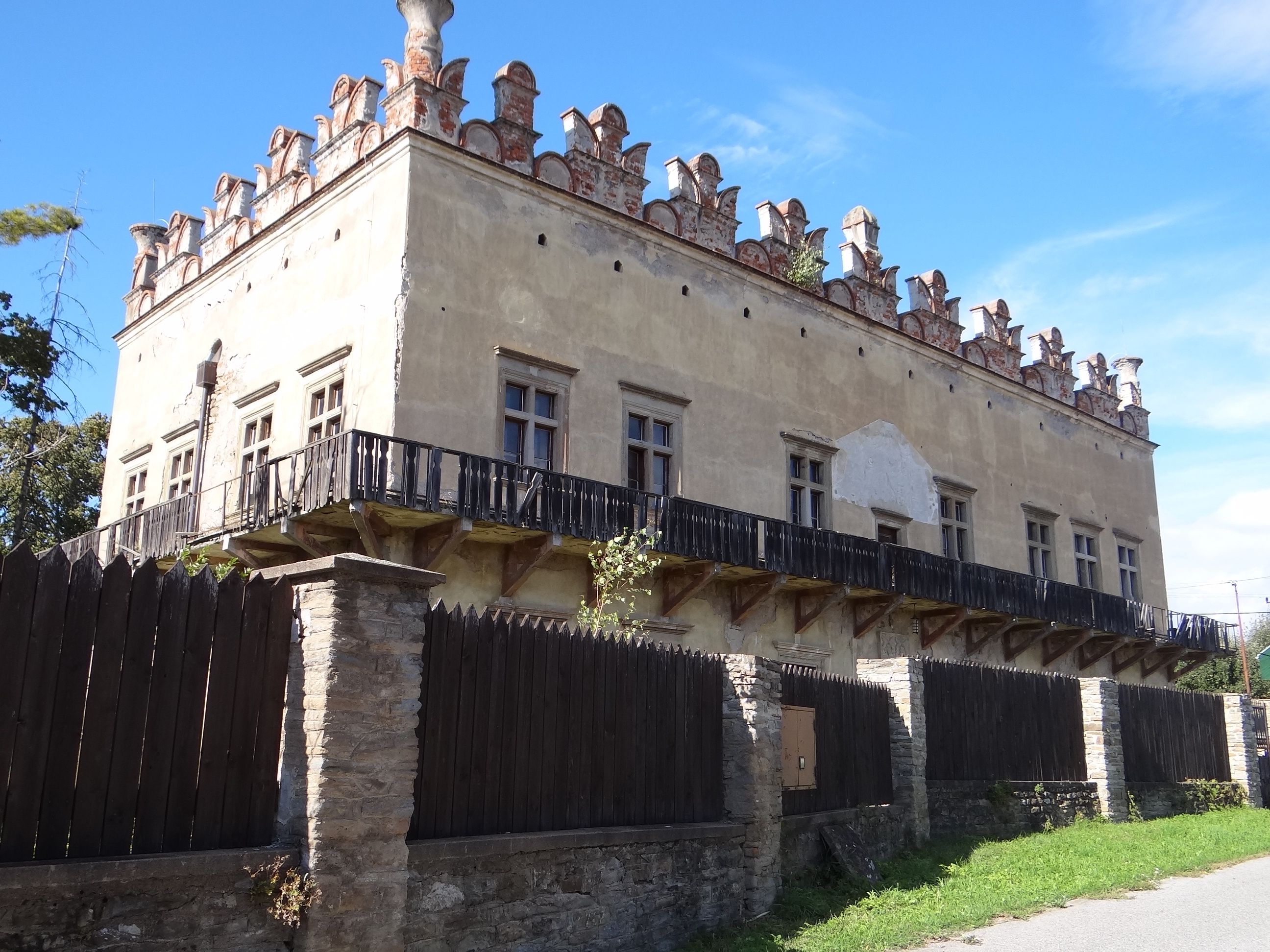
Das Thurzo-Schloss in Betlanovce, Stammsitz der Thurzo und im 18. Jahrhundert Versammlungsort des Lanzenadels vom Stuhl der zehn Lanzenträger

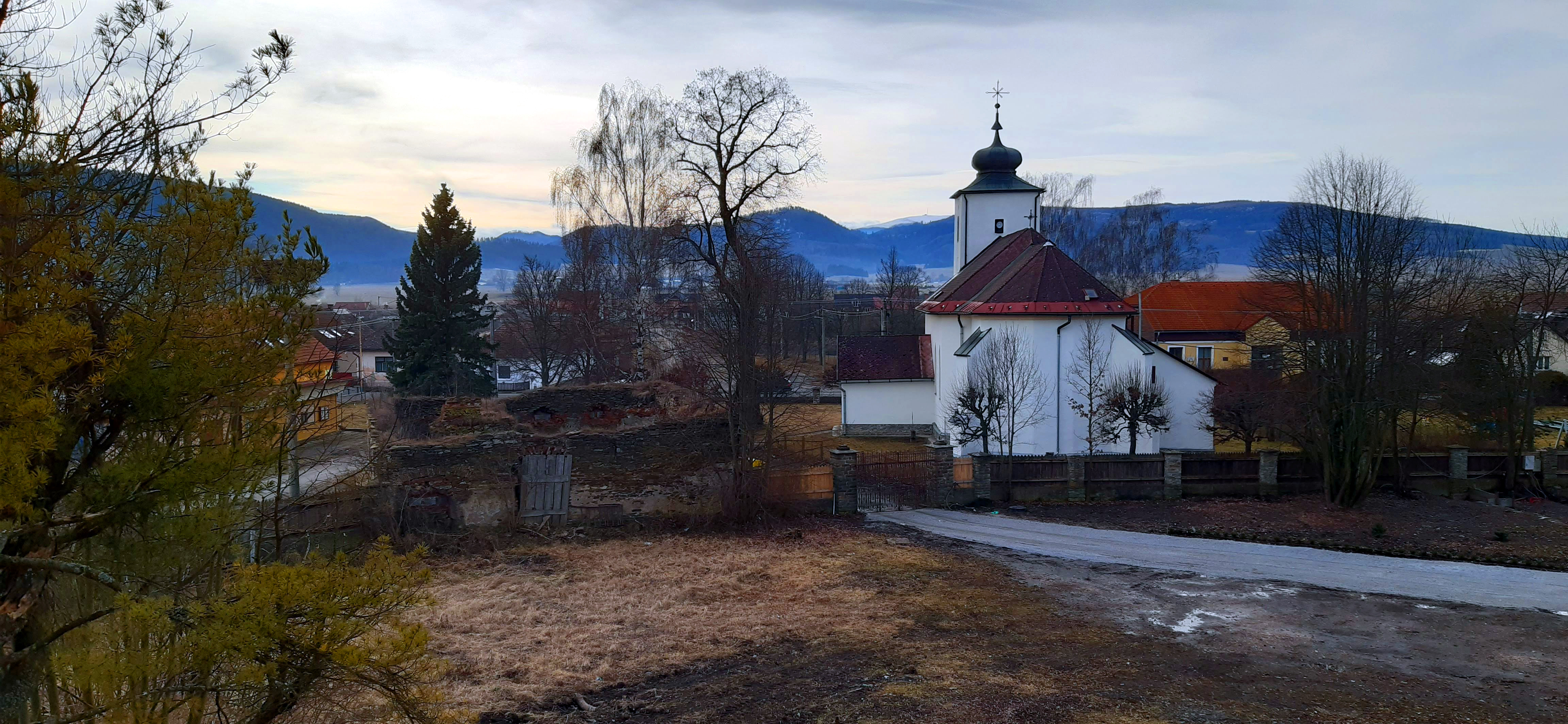
Grundmauern des Komitatshauses neben der Dorfkirche St. Cosmas und Damian in Betlanovce

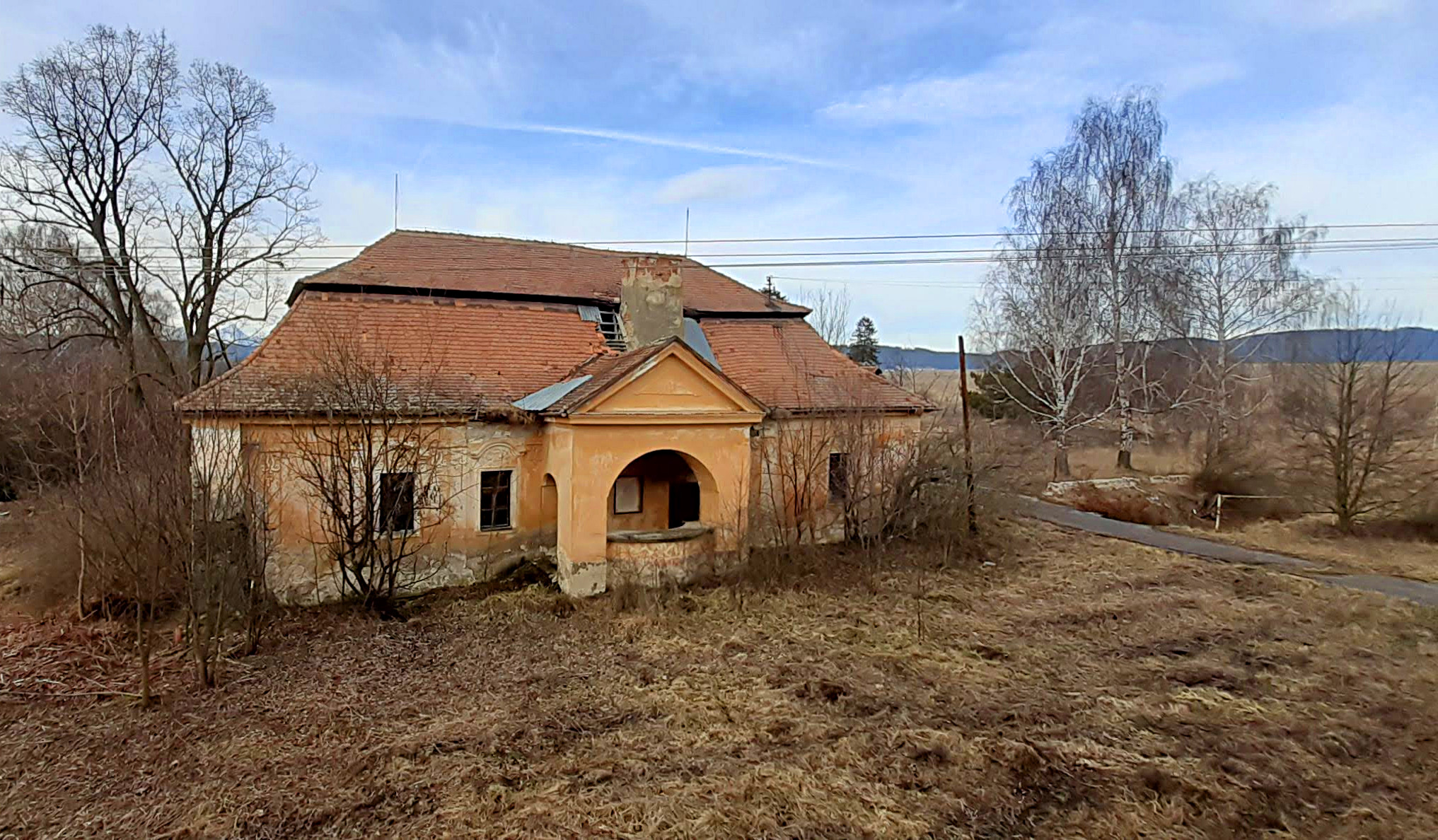
Verfallenes Barockhaus in Betlanovce

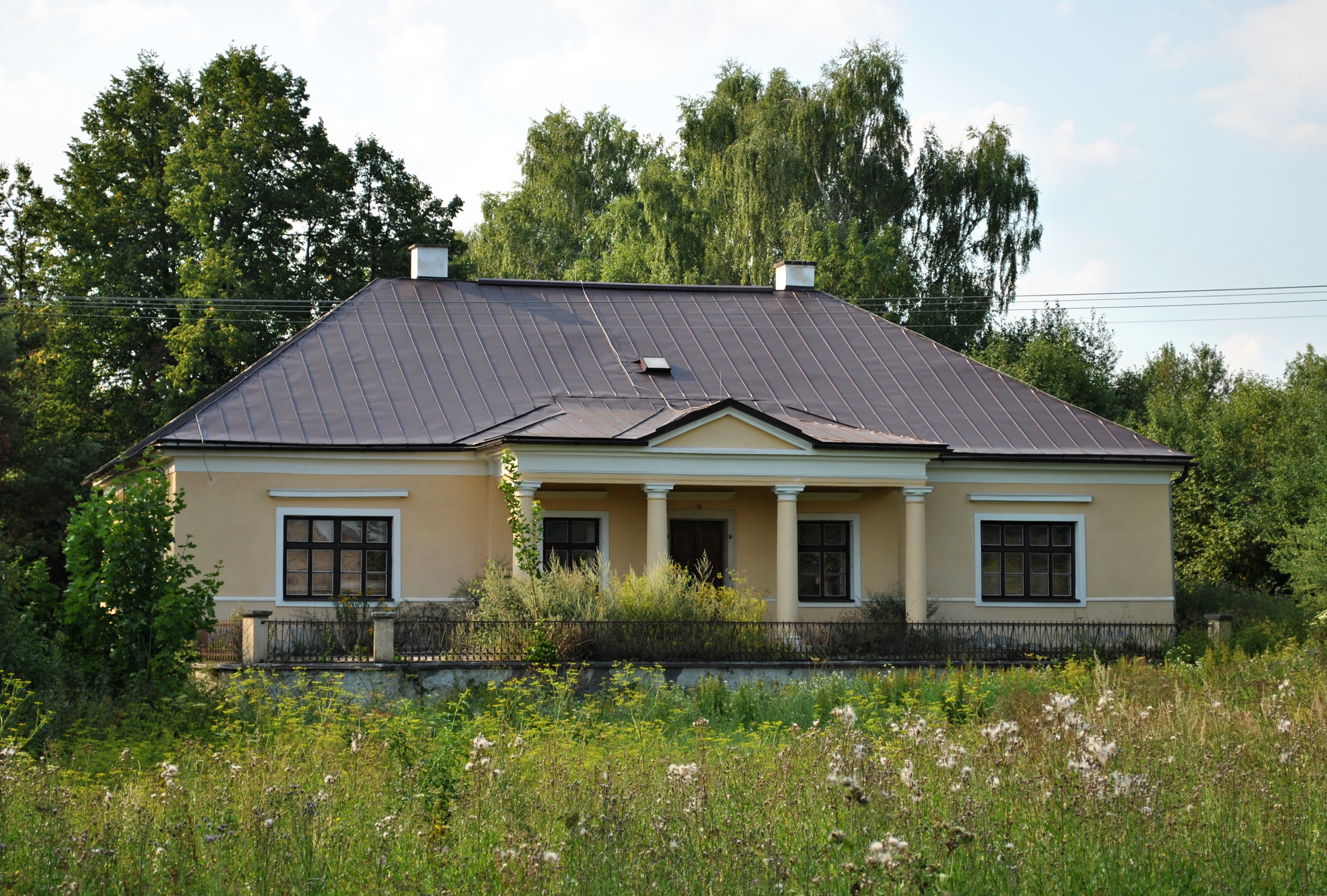
Klassizistische Landeskurie in Betlanovce

Die Versammlungen des Lanzenadels, die Generalkongregationen, fanden anfangs in Spišský Štvrtok/Donnersmark(t) statt, das nicht zum Territorium des Stuhls gehörte. Ab dem 16./17. Jahrhundert versammelten sie sich in wechselnden Orten, spätestens Anfang des 18. Jahrhunderts fanden die Generalkongregationen dauerhaft im Dorf Betlanovce (deutsch Bethelsdorf, heute im Norden des Nationalparks Slowakisches Paradies) statt, wo sich die Thurzo von Bethelsdorf im 16. Jahrhundert nachträglich ihren Stammsitz im Stil der Renaissance errichtet hatten, nachdem sie bereits zu europäisch führenden Bergbauunternehmern aufgestiegen waren. Nach dem Aussterben der Thurzo und ihrer Vasallen aus der Familie Feigel nutzten es die übrigen Lanzenadels-Geschlechter manchmal, 1726–68 regelmäßig als ihre Versammlungsstätte.
Sie wählten jährlich einen Gespan mit stellvertretendem Untergespan. Das Kleine Komitat des Stuhls der zehn Lanzenträger hatte im Mittelalter vielfach Machtkämpfe gegen den Grafen/Gespan des umgebenden Komitats Zips zu bestehen, an den es mehrere ursprüngliche Dörfer verlor, besonders seit diese ab dem 15. Jahrhundert keine gewählten Grafen der Zipser Sachsen, sondern erbliche Grafen aus mächtigen Magnatengeschlechtern waren. Deshalb wählte der Lanzenadel seit dem 14. Jahrhundert zunehmend, seit dem 15. Jahrhundert fast immer den Zipser Grafen zu ihrem Gespan, um ihn in das eigene Privilegiensystem einzubinden und Konfrontationen mit seiner Übermacht zu vermeiden, sich gleichzeitig aber durch die Wahlkapitularien, die Bedingungen der Wahl, gegen weitere Übergriffe abzusichern. Auch deshalb gab es ein Privileg, dass sich der Zipser Graf nicht dauerhaft im Kleinen Komitat aufhalten durfte. Die tatsächliche Regierungsspitze des Kleinen Komitats bildete deshalb der Untergespan, der aus dem Lanzenadel stammte. Neben dem Gespan und Untergespan wählten die Generalkongregationen jährlich im 16. Jahrhundert einen Notar und die Geschworenen des Gerichtes nach eigenem Recht. Im 18. Jahrhundert kamen zu diesen Ämtern noch ein Eidabnehmer, ein Amtsmann und ein Archivar. Die Amtseide der Gewählten von 1628 sind auf Latein und Slowakisch erhalten, in denen sie offensichtlich aufgesagt wurden.
Bis zum 18. Jahrhundert entstanden deshalb neben dem Thurzoschloss auch ein Komitatshaus als Amtssitz des Untergespans und der Verwaltung, ein Barockhaus und ein neueres klassizistisches Versammlungshaus (Kurienhaus, Landeskurie), die sich alle um den Vorplatz der Dorfkirche sammeln. Mit Ausnahme des klassizistischen Kurienhauses sind sie bis heute unrenoviert und im Verfall begriffen, vom Komitatshaus sind nur noch die Grundmauern erhalten.
Im Laufe der absolutistischen Modernisierung der Verwaltung, besonders ab Maria Theresia (1740–80) erschien der Stuhl der zehn Lanzenträger zunehmend als winzige Provinz, unter ihren aufgeklärten Söhnen Joseph II. (1765–90) und Leopold II. (1790–92) wirkten seine autonomen Sonderrechte und seine Sozialstruktur mit Leibeigenschaft zudem als unzeitgemäßes Relikt. Schon Joseph II. schaffte das Komitat 1785 ab, stieß aber noch auf Widerstände, die Reform wurde nach seinem Tod 1790 rückgängig gemacht. Im Jahr 1802 beschloss die Generalkongregation des Lanzenadels die Auflösung und den Anschluss an das Komitat Zips zum Beginn des Jahres 1803. Die letzte Generalkongregation des Lanzenadels fand am 10. Januar 1803 statt, die erste Generalkongregation des vereinigten Zipser Komitats war am 26. April 1803.

## Zugehörige Orte und Bevölkerung
Zum Stuhl der zehn Lanzenträger gehörten am Ende die Dörfer, seltener Kleinstädtchen: Abrahámovce, Betlanovce, Čenčice (heute Ortsteil von Jánovce), Čingov, Filice (heute Ortsteil von Gánovce), Gánovce, Hadušovce, Hôrka, Hozelec, Kišovce (heute zu Hôrka), Komárovce, Levkovce, Machalovce (heute Teil von Jánovce), Miklušovce, Ondrej (heute zu Hôrka) und Pikovce (heute Teil von Abrahámovce). Ursprünglich gehörten dazu historisch auch Mečedelovce (heute Ortsteil von Spišský Štvrtok), Primovce, Urbanovce, Kúria Tyba, Čepanovce (heute Teil von Markušovce), Spišský Hrušov, Granč, Petrovce, Zalužany (heute Teil von Nemešany), Kobulany (heute zu Kazimírovce), Marcelovce (heute zu Horanské) und Arnutovce.
Die Bevölkerung des Komitats war gering. József Hradszky erforschte in historischen Dokumenten Angaben zum Zweck der Steuerberechnung aus den Jahren 1693, 1700 und 1712. Diese Steuerregister sind keine vollständigen Volkszählungen, wurden dafür nicht angefertigt, die reale Bevölkerung war größer. In dieser Zeit erreichte die Bevölkerung der Zipser Region ihren historischen Tiefststand als Folge zahlreicher Kriege und Aufstände, wie des Großen Türkenkriegs mit einem Tatarensturm in die Zips und der Kuruzenaufstände gegen die Herrschaft der Habsburger, besonders der Aufstand von Emmerich Thököly 1678–1687/88 mit Zentrum in der Zips und der größte Aufstand von Franz II. Rákóczi 1703–1711. Die Quellen zeigen diese Bevölkerungsverluste, denn in dem Dokument 1693 war eine der aufgelisteten 15 Ortschaften vorübergehend verlassene Wüstung, 1700 waren es 10 von 18 aufgelisteten Orten, 1712 noch 9 dieser 18 Orte. Die Quelle 1692 listet im Komitat des Stuhls der zehn Lanzenträger 1693 135 Angehörige des Lanzenadels, 55 nichtadlige Partner von Adeligen und 413 Dorfbewohner, zusammen listet das Dokument 633 Bewohner auf. Andere Dokumente listeten in nunmehr 18 Orten im Jahr 1700 751 römisch-katholische und 268 evangelisch-lutherische Bewohner, zusammen 1019 Einwohner auf, im Jahr 1712 werden 801 römisch-katholische und 631 evangelisch-lutherische, zusammen 1432 Bewohner aufgelistet, die nicht die ganze, nur einen Großteil der Bevölkerung stellten. Der ungarisch-zipsersächsische Statistiker Márton Schwartner schätzte 1811, dass im letzten Jahr des Komitats 1802 etwa 2600 Menschen in ihm lebten. Zu Hradszkys Lebzeiten hatten diese 18 Dörfer nach der ungarischen Volkszählung im Jahr 1894 1767 römisch-katholische, 290 evangelisch-lutherische und 112 „israelitische“ (jüdische), zusammen 2161 Einwohner (im 19. Jahrhundert kam es zu Bevölkerungsrückgängen durch Landflucht, Abwanderung in Industriezentren oder nach Amerika). Die Bevölkerungszahl in der Blütezeit der Region Ende 15./ Anfang 16. Jahrhundert war wahrscheinlich deutlich größer, besonders wenn die später abgetretenen historischen Orte dazu gezählt werden.

## Geschichte der Lanzenträger-Einheit
Im Mittelalter wurden die zehn Lanzenreiter für viele königliche Feldzüge angefordert, es sind aber wenige historische Quellen erhalten, die darüber Auskunft geben. Aus dem folgenden 16. Jahrhundert sind fast keine Quellen erhalten, dafür zahlreiche aus dem 17. und 18. Jahrhundert. Anfang und Mitte des 17. Jahrhunderts in der Zeit der „Dreiteilung“ Ungarns zwischen den Osmanen, dem mit ihnen verfeindeten Königlichen Ungarn der katholischen Habsburger und dem pro-osmanischen evangelisch-magnatischen Vasallenstaat Fürstentum Siebenbürgen wurde die Zips mit ganz Oberungarn, das eigentlich zum königlichen Ungarn gehörte, mehrfach von Siebenbürgen erobert. Dabei forderten die siebenbürgischen Fürsten, die eigentlich keine Könige waren, aber das Königtum beanspruchten, mehrfach die zehn Lanzenträger an. Am 14. Oktober 1619 rekrutierte Fürst Gabriel Bethlen auf einer Lanzenträgerversammlung in Ondrej (ung. Szentandrás) die Bereitstellung von 10 Lanzenreitern mit 20 Pferden vorerst für zwei Monate, auch Fürst Georg II. Rákóczi verwendete sie in einem Feldzug 1656. Der antihabsburgische Aufstandsanführer und selbst proklamierte König Emmerich Thököly, der aus der Zips stammte und hier sein Zentrum hatte, verwendete sie ab 1678, zeitweilig auch als seine Leibgarde. Dieser Aufstand und seine Niederschlagung verwüstete und entvölkerte die Zips und auch das Kleine Komitat schwer, seinem Nachfolger, dem Aufstandsführer Franz II. Rákóczi konnten nur noch acht ausgerüstete Lanzenreiter angeboten werden. Aber nicht nur die Feinde der Habsburger, auch sie selbst verwendeten die Lanzenreiter, Kaiserin Maria Theresia heuerte sechs Lanzenreiter an. In ihrer Zeit war das Kleine Komitat weiterhin schwer entvölkert, seine damals 13 Dörfer waren in nur noch zwei Kirchspielen zusammengefasst, im 16. Jahrhundert bestand in jedem Dorf eines.